# Argenton-Notre-Dame
Argenton-Notre-Dame foi uma comuna francesa na região administrativa da Pays de la Loire, no departamento de Mayenne. Estendia-se por uma área de 6,77 km². Em 2010 a comuna tinha 208 habitantes (densidade: 30,7 hab./km²).
Em 1 de janeiro de 2019, passou a formar parte da nova comuna de Bierné-les-Villages.